# Glitch

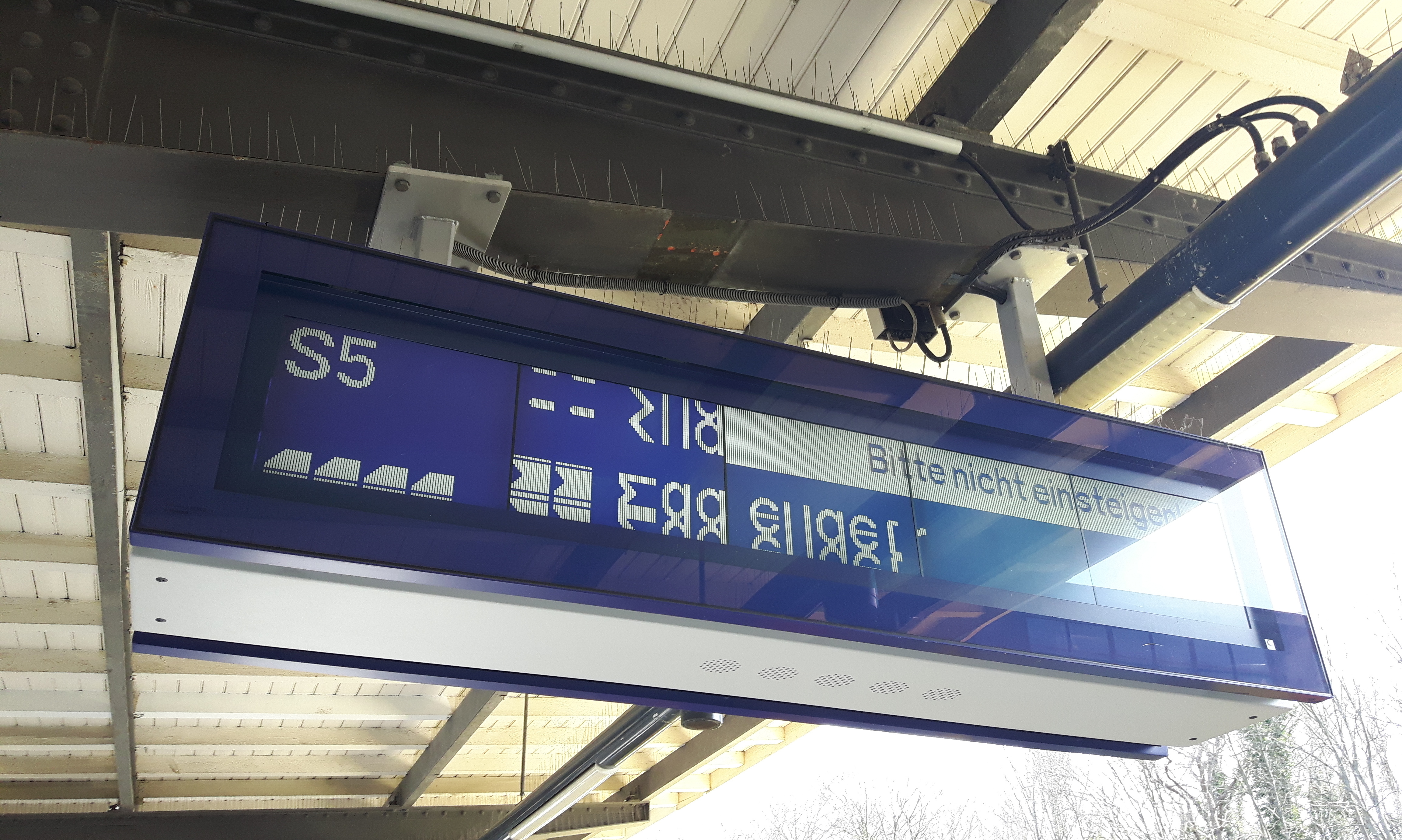
Un tablou de plecări de la gară afectat de o eroare vizuală, corupând o parte din text

Glitch-ul este o defecțiune tehnică de scurtă durată, care apare tranzitoriu și se poate corecta de la sine, fiind adesea dificil de detectat. Termenul este foarte utilizat în domeniile calculatoarelor și electronicii, în practica de „circuit bending”, și în comunitatea jucătorilor de jocuri video. Mai general, diverse tipuri de sisteme, inclusiv organizațiile umane și sistemele naturale, pot suferi defecțiuni de tip glitch.
Un glitch, de obicei minor și temporar, se diferențiază de un bug care reprezintă o eroare mai serioasă de funcționalitate. Alex Pieschel, scriind pentru Arcade Review, observă că termenul „bug” este considerat adesea mai grav și mai culpabil, în timp ce „glitch” sugerează o problemă misterioasă și imprevizibilă, cauzată de factori neașteptați sau de elemente externe codului. Cuvântul „glitch” este uneori descris în mod amuzant ca o abreviere pentru „gremlini ascunși în hardware-ul computerului.”

## Etimologie
Conform unor lucrări de referință, precum American Slang de la Random House, termenul provine din cuvântul german glitschen (a aluneca) și din cuvântul idiș glitshn (a aluneca, a derapa). Este un termen relativ recent, introdus publicului american de Bennett Cerf⁠(d) în episodul din 20 iunie 1965 al emisiunii What’s My Line, unde l-a definit ca „un defect minor... când ceva nu merge bine la Cape Kennedy, ei spun că a fost un glitch.” Astronautul John Glenn a explicat termenul în secțiunea sa din cartea Into Orbit, menționând că
Un glitch este, literalmente, o fluctuație de tensiune într-un circuit electric, care apare când circuitul este brusc încărcat. De obicei, aceste fluctuații sunt protejate de siguranțe, însă glitch-urile sunt fluctuații minore care nu declanșează protecția siguranțelor.
În episodul din 4 iulie 1965 al What's My Line, John Daly a explicat mai departe că glitch este un termen folosit de Forțele Aeriene la Cape Kennedy pentru a descrie o problemă al cărei motiv exact nu poate fi identificat, astfel încât este numită simplu „glitch”. Pe 23 iulie 1965, revista Time a definit termenul ca fiind „glitch – cuvântul folosit de astronauți pentru a descrie perturbări iritante.” Termenul a câștigat popularitate în timpul Cursei Spațiale Americane din anii 1950, când descria defecțiuni minore în echipamentele de lansare greu de identificat.

Potrivit unui articol din Wall Street Journal de Ben Zimmer, Fred Shapiro⁠(d), bibliotecar de drept la Yale, a găsit cea mai veche utilizare a cuvântului până acum, datând din 19 mai 1940. Romanciera Katharine Brush⁠(d) l-a folosit în coloana sa „Out of My Mind” din The Washington Post, unde a scris:
Când vorbitorii de radio fac o mică greșeală de dicție, o numesc 'fluff', iar când fac una mare, o numesc 'glitch'.
Termenul a fost folosit și în radiodifuziune în anii 1940. În The Washington Post din 11 aprilie 1943, recenzia cărții lui Helen Sioussat⁠(d) despre radiodifuziune, Mikes Don’t Bite, menționează termenul „glitch.” În 1948, cartea The Advertising and Business Side of Radio de Ned Midgley îl folosește în contextul erorilor de programare.
În anii 1950, glitch-ul a fost adoptat în televiziune. Un anunț RCA din 1953 în revista Broadcasting susținea că noua cameră de televiziune a eliminat „problemele de alimentare AC” care cauzau glitch-uri vizuale. Billboard din 1955 a descris glitch-ul ca „o interferență de joasă frecvență” în transmisii TV. În 1959, revista Sponsor definea „glitch” ca un „salt momentar” în imagine la îmbinarea benzii, oferind și o potențială etimologie, potrivit căreia termenul provine din germană sau idiș, cu înțelesul de alunecare sau glisare.

## Defecțiune electronică
Un glitch electronic sau un „hazard logic” este o tranziție temporară apărută pe un semnal înainte ca acesta să se stabilească la valoarea dorită, în special într-un circuit digital. De obicei, glitch-ul constă într-un impuls electric de scurtă durată, cauzat adesea de o cursă între două semnale provenite din aceeași sursă, dar cu întârzieri diferite. În unele cazuri, cum ar fi într-un circuit bine sincronizat, glitch-ul poate fi inofensiv și tolerat ca parte a designului. În alte contexte, acesta poate indica o eroare de proiectare sau o defecțiune, cauzând un comportament defectuos. 
Unele componente electronice, precum flip-flop-urile, necesită un impuls cu o durată minimă specifică pentru a funcționa corect; un impuls mai scurt poate fi numit glitch. Un concept similar este „impulsul runt”, adică un impuls cu amplitudine insuficientă pentru funcționarea corectă, iar „vârf” se referă la un impuls scurt asemănător unui glitch, provocat adesea de fenomene precum ringing-ul sau diafonia⁠(d).

## Defecțiune a computerului
Un glitch de computer reprezintă un eșec al unui sistem bazat pe calculatoare de a-și finaliza funcțiile corect sau complet. Acesta se referă frecvent la o eroare care nu este detectată imediat, dar care poate cauza ulterior erori de date sau decizii umane incorecte. Printre tipurile de erori ce pot fi clasificate drept „glitch-uri de computer” se numără: software-ul scris incorect (bug-uri de program), instrucțiuni eronate date de operator (erori de operator), date de intrare invalide nevalidate (care pot fi tot o eroare de program), erori de comunicații neobservate, viruși informatici, atacuri troiene și alte forme de exploatare informatică (numite uneori „hacking”).
Astfel de glitch-uri pot cauza diverse probleme, inclusiv defecțiuni ale tastaturii, anomalii ale afișajului (cum ar fi rotația imaginii) și disfuncționalități ale programelor sau ale înregistrării lor.
Exemple de glitch-uri de computer cu impact semnificativ includ oprirea neașteptată a unei stații de filtrare a apei în New Canaan în 2010, defecțiuni în sistemul de dispecerizare al poliției din Austin, care au dus la apeluri 911 fără răspuns, și o eroare de tip bit flip care a forțat sonda spațială Cassini să intre în „modul sigur” în noiembrie 2010. Efectele acestor erori pot fi și costisitoare; de exemplu, în 2015, o bancă nu a reușit să ajusteze ratele dobânzilor timp de săptămâni, provocând pierderi de peste un milion de dolari pe zi.

## Defecțiuni ale jocurilor video

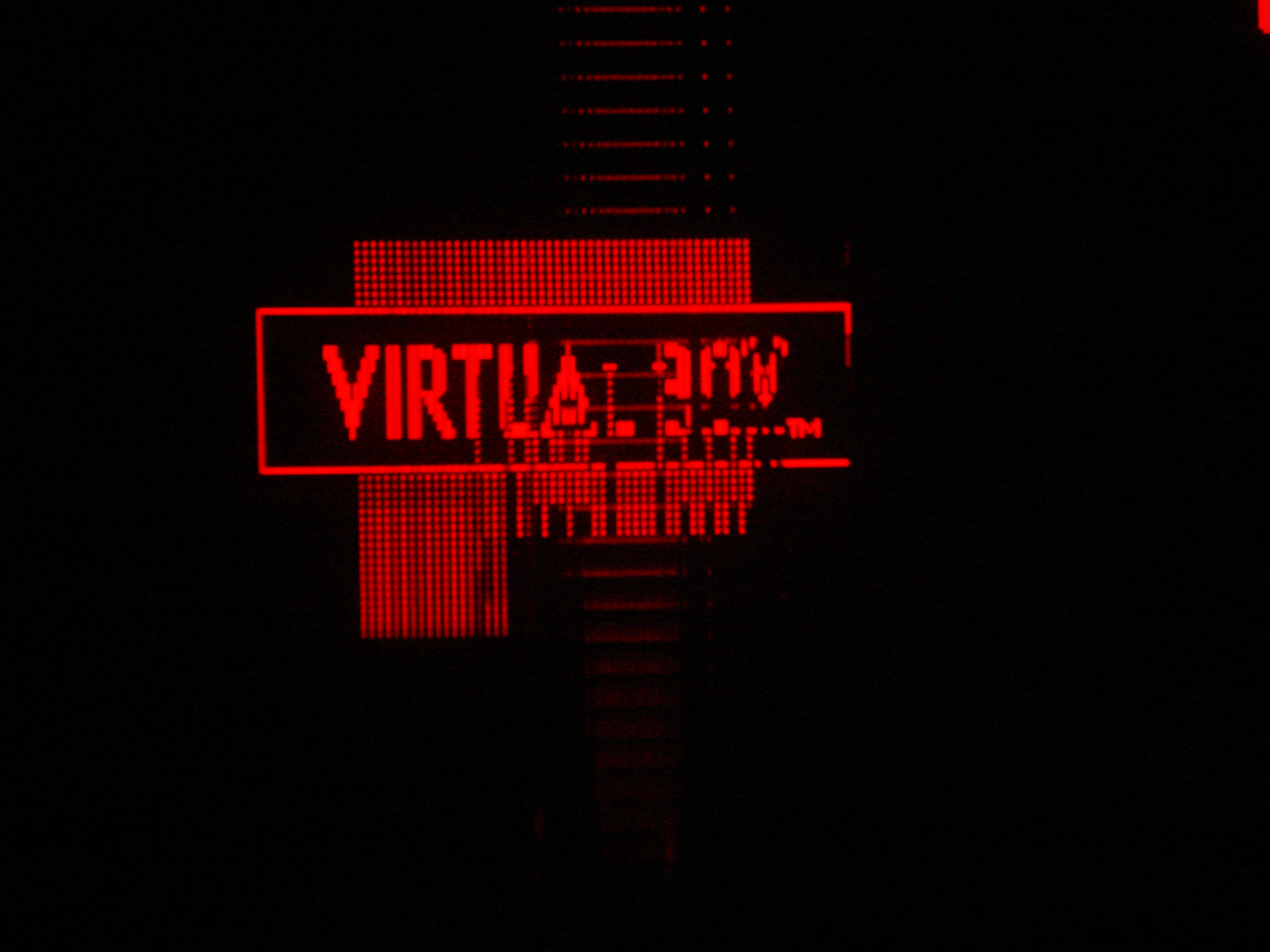
Ecranul de pornire al Virtual Boy este afectat de o eroare vizuală.

Erorile din jocurile video pot afecta diverse aspecte ale funcționării jocului:
1. Erori de textură sau model: Aceste erori constau în distorsiuni sau înfățișări incorecte ale texturilor sau modelelor grafice față de ceea ce au intenționat dezvoltatorii. Un exemplu notabil este The Elder Scrolls V: Skyrim de la Bethesda⁠(d), cunoscut pentru erorile de textură, dar și pentru alte probleme de stabilitate. De asemenea, jocurile care folosesc fizica ragdoll pentru mișcarea personajelor sunt susceptibile la acest tip de erori.[necesită citare]
2. Erori de fizică: Aceste erori apar în motorul fizic al jocului, provocând mișcări necontrolate ale unor entități, cum ar fi personaje sau obiecte. Aceste erori sunt uneori exploatabile. De exemplu, în Sonic the Hedgehog din 2006 (reboot din 2006), un bug poate face ca personajul să fie lansat la distanțe mari dacă interacționează cu o ladă într-un anumit mod.
3. Erori de sunet: Acestea împiedică redarea corectă a sunetului, ducând la sunete care se redau incorect sau care nu se redau deloc. Problemele pot include repetarea unui sunet, modificări neașteptate ale volumului (foarte înalt sau foarte scăzut) și chiar inversarea ordinii de redare, din cauza unor date corupte.[necesită citare]
4. Erori grafice: În platforme și alte jocuri 3D, erorile de afișare a graficii pot afecta experiența de joc. Un exemplu este deformarea texturilor într-o zonă de teren, astfel încât o suprafață care ar trebui să fie periculoasă pentru jucător apare ca una sigură, sau invers. Unele erori pot afecta salvările jocului, ca în cazul erorii MissingNo. din jocurile Pokémon.[11]
5. „Glitching-ul⁠(d)”: Aceasta este o practică prin care jucătorii exploatează erorile de programare pentru a obține avantaje în joc. Exemplele includ trecerea prin pereți sau manipularea fizicii jocului. Unele erori pot fi induse deliberat pe consolele de jocuri prin manipularea cartușelor ROM, deconectând parțial contactele acestora pentru a întrerupe fluxul de date[12]. Acest lucru poate produce erori grafice, de sunet sau alte erori de joc, dar implică riscuri pentru funcționarea jocului.[13]
6. Erori în speedrunning: Speedrun-urile exploatează adesea erori pentru a termina jocurile cât mai rapid.[14] Un exemplu comun este depășirea stivei, cunoscută ca „overflowing”. Altă tehnică de speedrun folosește execuția arbitrară de cod, prin care un obiect din joc execută acțiuni neintenționate.[15]

În procesul de asigurare a calității, testerii localizează și reproduc erorile, întocmesc rapoarte care sunt transmise programatorilor pentru corectare. Unele jocuri permit actualizări prin intermediul sistemelor cloud pentru a remedia bug-urile și alte erori.
Unii dezvoltatori introduc intenționat efecte de tip glitch pentru a rupe al patrulea perete și pentru a oferi o experiență neobișnuită. De exemplu, Eternal Darkness și Batman: Arkham Asylum⁠(d) includ segmente ce imită defecțiuni tehnice pentru a îmbunătăți experiența narativă.

## Defecțiune de televiziune
În radiodifuziune, un semnal corupt poate genera glitch-uri care afectează imaginea și/sau sunetul, cum ar fi linii zimțate, pătrate deplasate, static, blocarea imaginii sau culori inversate. Glitch-urile pot apărea din cauza interferențelor electronice, a cablurilor deteriorate sau a condițiilor meteorologice.

## În cultura populară
Termenul „glitch” apare în diverse opere de cultură populară. Cartea de non-ficțiune CB Bible (1976) definește glitch-ul ca „un defect tehnic nedefinit în echipamentul CB”. De asemenea, scurtmetrajul The Glitch (2008), finalist la Dragon Con Independent Film Festival, explorează tema defecțiunilor digitale într-un context de ficțiune.